# Nancy Meyers
Nancy Jane Meyers (Filadèlfia, Pennsilvània, 8 de desembre del 1949) és una directora, productora i guionista dels Estats Units. Dirigí i realitzà el guió de la pel·lícula The Holiday.

## Biografia
Va casar-se amb Charles Shyer el 1980 i es va divorciar el 1999.

## Filmografia

### Direcció
- The Parent Trap (1998)
- What Women Want (2000)
- Quan menys t'ho esperes (Something's Gotta Give) (2003)
- The Holiday (2006)
- No es tan fàcil[1] (It's complicated) (2009)
- The Intern (2015)

### Producció
- Private Benjamin (1980)
- Baby Boom (1987)
- El pare de la núvia (Father of the Bride) (1991)
- A Place to Be Loved (1993)
- I Love Trouble (1994)
- Torna el pare de la núvia (Father of the Bride Part II) (1995)
- Ted Hawkins: Amazing Grace (1996)
- What Women Want (2000)
- El misteri del collaret (The Affair of the Necklace) (2001)
- Quan menys t'ho esperes (2003)
- The Holiday (2006)
- No es tan fàcil[1] (It's complicated) (2009)
- The Intern (2015)

### Guió
- Private Benjamin (1980)
- Private Benjamin (1981)
- Baby Boom (1984)
- Protocol (1984)
- Irreconcilable Differences (1984)
- Baby Boom (1988)
- El pare de la núvia (1991)
- Once Upon a Crime (1992)
- I Love Trouble (1994)
- Father of the Bride Part II (1995)
- The Parent Trap (1998)
- Quan menys t'ho esperes (2003)
- The Holiday (2006)
- No es tan fàcil[1] (It's complicated) (2009)
- The Intern (2015)